# Villa Central
Villa Central es el Distrito Municipal, más importante de la Provincia de Barahona, ubicado en el sur de la República Dominicana.

## Historia
Fundado el 4 de junio de 1917, mediante la firma del Contrato de arrendamiento y promesa de venta de una porción de terrenos, por ante el Notario Público de la común de Barahona, señor Eugenio Matos, firmado entre el Ayuntamiento de Barahona, representado por su Sindico, el señor Luis Felipe Peguero; y The Barahona Company Inc., representada por su Administrador el señor Frank H. Vedder.
Un señor llamado José Eleuterio Hatton, tuvo la idea de fundar una plantación de caña en Barahona, utilizando canales de riego para el cultivo de la misma (irrigación). Este señor era dueño del Ingenio San Isidro, para ampliar y modernizar dicho Ingenio, obtuvo financiamiento de suplidores, con los cuales adquirió maquinarias que luego sub-utilizó. Por falta de pago el ingenio San Isidro fue ejecutado por la firma Bartram Brothers.
Con el dinero que le quedó, de la ejecución de la hipoteca, realizó mensuras y estudios preliminares en Barahona, tenía la necesidad de convencer a los grandes capitalistas azucareros, de que construir un ingenio utilizando irrigación, era posible desde el punto de vista científico. Gracias a Hatton fue posible construir el Central Azucarero The Barahona Company, Inc., y simultáneamente, fueron construidas las viviendas para albergar a los empleados y personal administrativo del Ingenio, con todos los servicios necesarios para crear los que hoy se llama Villa Central. 
The Barahona Company se organiza bajo las leyes de Nueva York en 1916, pero la factoría formó una corporación separadamente en Santo Domingo, esto se debió tanto a los impuestos americanos como a algunas leyes dominicanas.
El Distrito Municipal de Villa Central, ha marcado un hito importante en el desarrollo de toda la provincia de Barahona, el agua que por primera vez corrió por las tuberías de la ciudad de Barahona, fue al través de un contrato de compra-venta de agua, firmado el 15 de julio de 1922, entre el Ayuntamiento y The Barahona Company.
En julio de 1927, se organiza en el Batey Central, utilizando la pista aérea The Barahona Company, la primera línea aérea dominicana, llevando por nombre West Indian Aerial Express. 
En abril de 1929, por convenio entre The Barahona Company y el Honorable Ayuntamiento, se instaló en Barahona el primer sistema de alumbrado eléctrico, el cual al principio se extendía solamente a algunas calles céntricas.
Mediante la Ley n.º 50-07, promulgada en la Gaceta Oficial No.10414, de fecha Tres (3) de abril del año 2007, quedó elevada la comunidad del Batey Central de Barahona, Provincia de Barahona, a la categoría de Distrito Municipal, con el nombre de Distrito Municipal Villa Central.

## Etimología
Sustantivo masculino. Esta palabra se dice de las fincas, haciendas e ingenios de las Antillas americanas como un sitio ocupado por las casas las residencias, trapiches, almacenes y demás edificaciones en esta región caribeña. 
Ceremonia de manera lúdica que se practicaba por los indígenas taínos. 
Este término etimológicamente proviene del taíno caribeño “batey”.
El Batey Central, constituye la unidad administrativa principal, de la que dependen los bateyes de campo. En ellos están localizadas la factoría y demás instalaciones del ingenio. Su economía gira en torno a las labores industriales, el proceso administrativo y la conservación de los equipos del central azucarero. Por estar ubicados en las localidades urbanas o semiurbanas, no existe una delimitación geográfica ni económica clara entre ellos y su comunidad circundante.

## Economía local
El distrito municipal de Villa Central, es el centro industrial de la provincia de Barahona, concentrando en su zona geográfica las siguientes instituciones: el Ingenio Barahona, el parque Industrial Zona Franca de Barahona, Empresa Generadora de Electricidad Ege-Haina, con una Planta de Carbón de 42 MW, Puertos Marítimos para la exportación de Azúcar y otros rubros, el Club Náutico, además dos universidades, la Universidad Autónoma de Santo Domingo, Centro Barahona (UASD) y la Universidad Católica de Barahona (UCATEBA), el Complejo Polideportivo, un Politécnico, una Estancia Infantil, entre otras.

## Barrios
Sus principales barrios son:
- Juan Pablo Duarte
- El Laurel
- La Base
- los Solares de Milton
- Proyecto Enriquillo
- Centro del Sector (Las Avenidas)
- Respaldo Juan Pablo Duarte
- Los Blocks
- Las Salinas
- Las 400 (Barrio Balaguer)
- Los Profesores
- La Montañita
- La Factoría
- INVI-CEA
- Nuevo Amparo
- Valle Encantado
- Villa del Mar
- María Montés
- Los Agrónomos
- Mira Mar
- La Hortaliza(el mercado público)

## Población
De acuerdo con los datos del Censo de Población y Viviendas, del año 2010, la población del Distrito municipal Villa Central es de 17,627 habitantes, de los cuales 8,780 son hombres y 8,847 mujeres, no existiendo población rural. Con un total de 5,052 viviendas, de las cuales 4,392 corresponden a casas independientes, 21 Apartamentos, 296 piezas en cuartería o parte atrás, 196 barrancones, 73 viviendas compartidas con negocios, 25 locales no construidos para habitaciones y 45 correspondiente a otra vivienda particular y 4 correspondiente a vivienda colectiva.

## Educación
En la Actualidad existen dos (2) universidades: 
- La Universidad Autónoma de Santo Domingo (UASD), Centro Barahona
- Universidad Católica de Barahona (UCATEBA).

- Cinco (5) liceos: Liceo Matutino José Alt. Robert
- Liceo Instituto Católico (LICATEBA)
- Liceo Nocturno José Alt. Robert
- Liceo Jesús en Ti Confío
- Liceo Barahona II
- Además siete (7) escuelas primarias, entre ellas: Anaima Tejeda Chapman, Prof. Alvida Santana (El Tanque
- Academia Franciscana
- Perpetuo Socorr
- Escuela Básica
- Bíblico Cristiana
- Escuela María Montés (los Solares de Milton)

Del mismo modo, existen dos (2) colegios privados: Ebenezer y el San Martín de Porres, la Academia de Belleza Tawmy, dos (2) proyectos de formación Integral: El Buen Pastor y Jesús Peregrino. Así como un Proyecto de Educación para Adultos, dos (2) Centros Educativos Preescolares y una Estancia Infantil.

## Salud
Actualmente se tiene el Hospital Dr. Jaime Sánchez, perteneciente al Instituto Dominicano de Seguro Social (IDSS), y cinco (5) Centros de Unidad de Atención Primaria.

## Festividades
El 27 de Junio, en honor de la Santísima Virgen María, Nuestra Señora del Perpetuo Socorro, son celebradas las fiestas patronales, convirtiéndose estas festividades, en un abanico multicolor de credos, ritmos, y mezclas humanas, que la hacen una de las mejores celebraciones de la provincia de Barahona.
- Datos: Q21003734